# Talsperre Valle Grande
Die Talsperre Valle Grande (spanisch Represa Valle Grande bzw. Dique Valle Grande) ist eine Talsperre mit Wasserkraftwerk in der Provinz Mendoza, Argentinien. Sie staut den Río Atuel zu einem Stausee auf. Die Talsperre und das zugehörige Kraftwerk Nihuil IV (span. Central hidroeléctrica Nihuil IV) werden auch als Wasserkraftwerkskomplex Nihuil IV (span. Complejo hidroeléctrico Nihuil IV) bezeichnet.
Die Talsperre dient der Stromerzeugung. Mit ihrem Bau wurde 1958 begonnen. Sie wurde 1965 fertiggestellt. Die Talsperre ist in Staatsbesitz (Provincia de Mendoza). Die Konzession für den Betrieb wurde der Hidroeléctrica Nihuiles S.A. am 1. Juni 1994 übertragen.

## Absperrbauwerk
Das Absperrbauwerk ist eine Staumauer aus Beton mit einer Höhe von 115 m über dem Flussbett. Die Mauerkrone liegt auf einer Höhe von 815,6 m über dem Meeresspiegel. Die Länge der Mauerkrone beträgt 300 m, ihre Breite an der Krone 7,4 m. Das Volumen des Absperrbauwerks liegt bei 700.000 m³. Die Staumauer verfügt über eine Hochwasserentlastung, über die maximal 512 m³/s abgeleitet werden können.

## Stausee
Das normale Stauziel liegt zwischen 779 und 812 m. Bei einem Stauziel von 812 m erstreckt sich der Stausee über eine Fläche von rund 4,86 km² und fasst 150,8 (bzw. 168) Mio. m³ Wasser. Das maximale Stauziel beträgt 813,5 m, das minimale 754,2 m.

## Kraftwerk
Das Kraftwerk Nihuil IV wurde von November 1994 bis Oktober 1997 errichtet. Das Maschinenhaus des Kraftwerks befindet sich etwa 100 m flussabwärts der Talsperre am rechten Flussufer. Die installierte Leistung beträgt 22,4 (bzw. 25 oder 30) MW. Die durchschnittliche Jahreserzeugung wird mit 87 (bzw. 132 oder 137) Mio. kWh angegeben. Die Jahreserzeugung schwankt: sie lag 2000 bei 100,9 Mio. kWh und 2006 bei 202,5 Mio. kWh.
Die Kaplan-Turbine leistet maximal 30 (bzw. 30,45) MW und der Generator 31 MVA. Die Nenndrehzahl der Turbine beträgt 375 min−1. Die Fallhöhe liegt zwischen 38,5 und 71 m. Der Durchfluss beträgt 48 m³/s (maximal 55, minimal 24 m³/s).